# Aemma
Aemma († 642), bekannt aber auch als Emma oder Ymme, war die zweite Ehefrau von Eadbald, dem König von Kent.
Dieser verstieß seine erste Frau, deren Name unbekannt ist, und heiratete 618 Aemma, welche entweder die Tochter eines merowingischen Frankenkönigs oder eines hohen fränkischen Adligen war. Der fränkische Einfluss am Hof von Kent war damit recht hoch, zumal Eadbald selbst zur Hälfte Merowinger war. Einher mit der Trauung ging auch die Taufe des Königs und eine Zunahme des christlichen Einflusses in Kent.

## Kontroverse über die Herkunft Aemmas
Es existieren insgesamt drei Theorien über die familiäre Herkunft Aemmas:
1. Im 19. Jahrhundert wurde davon ausgegangen, sie sei eine austrasische Prinzessin und Tochter von Theudebert II. gewesen. Diese Theorie vertraten William George Searle[1] und David H. Kelley.[2]
2. Die Bezeichnung Aemmas als Tochter des Frankenkönigs lässt darauf schließen, dass Chlothar II. ihr Vater war, da er im Jahr der Heirat 618 der einzig herrschende König im Frankenreich war. Weiter spricht für diese Theorie, dass ein Enkel Eadbalds den von Chlothar abgeleiteten Namen Hlothhere erhielt.
3. Aemma könnte nach Kelley aber auch die Tochter Erchinoalds gewesen sein, da bei den nachfolgenden Königen der Namensbestandteil Erchin zunahm. Erchinoald, das zeigt die Episode Baldthildes, hatte enge Kontakte nach Britannien.

Aemma hatte nachweislich drei Kinder: Eormenred, Eorcenberht und Eanswitha.